# Hrómundartindur
Hrómundartindur è un vulcano situato nella regione del Suðurland, nella parte sud-occidentale dell'Islanda.

## Descrizione
Il vulcano Hrómundartindur è situato nel territorio comunale di Grímsnes og Grafningur, tra il lago Þingvallavatn e il villaggio di Hveragerði. Raggiunge un'altezza di 550 m.

## Il sistema vulcanico Hrómundartindur

### Connessione con Hengill
Hrómundartindur è stato a lungo incluso nel sistema del vulcano Hengill, ma indagini recenti sembrano indicare che ha una propria camera magmatica e che pertanto è da considerare un vulcano centrale con un proprio sistema vulcanico.

### Storia delle eruzioni
Sia Hengill che Hrómundartindur si sono formati nel corso di fasi fredde dell'ultima era glaciale. Entrambi hanno avuto eruzioni anche nell'Olocene.
Hrómundartindur ha prodotto sia lava a cuscino di tipo basico che roccia andesitica.
Il cono di scorie Tjarnarhnjúkur, che appartiene allo stesso sistema, è risalente a un'eruzione di circa 9.000 anni fa. Ha prodotto alcuni campi di lave pahoehoe basaltiche, che hanno ostruito il deflusso di un piccolo lago glaciale, un predecessore dell'odierno lago Þingvallavatn.

### Aree ad alta temperatura
Ai suoi piedi e in parte sulle sue pendici e quelle del vicino Tjarnarhnúkur, si trovano delle zone ad alta temperatura. La zona idrotermale centrale viene chiamata Ölkelduháls e si trova sull'altopiano di Hellisheiði. A questo sistema appartengono anche le sorgenti della valle Klambragil.

### Tripla giunzione di Hengill
La zona vulcanica attiva nell'ovest dell'Islanda fa qui una curva, per cui i sistemi vulcanici del Brennisteinsfjöll appartengono ancora alla direzione ovest-est, quelli dell'Hengill alla catena vulcanica orientata sudovest-nordest. Qui si trova una zona di rift attiva incontra la faglia trasforme meridionale, che si estende verso est fino alla zona vulcanica orientale dove si trovano i vulcani Hekla e Mýrdalsjökull; è spesso scossa da terremoti ed è attraversata da numerosi crepacci.
A sud-est il sistema vulcanico Grensdalur confina con quello del Hrómundartindur.
L'area intorno al Hrómundartindur, con i sistemi vulcanici adiacenti Hengill e Grensdalur, è soggetta a continui cambiamenti, in quanto si trova direttamente sulla zona di rift della dorsale medio-atlantica.
Questo è evidenziato dai rigonfiamenti avvenuti negli ultimi anni, in particolare dopo il 1994 e nel 2000, e nei forti terremoti dell'estate 2008, una serie di terremoti che è continuata nell'aprile 2009, anche se con intensità ridotta.

## Escursionismo
Ci sono numerosi sentieri escursionistici segnalati su queste montagne e nei dintorni, ad esempio ai laghetti di Kattartjörn.